# Lễ hội Busker Bydgoszcz
Lễ hội Busker Bydgoszcz hay còn biết đến với tên gọi là lễ hội gặp gỡ của các nghệ sĩ đường phố là một sự kiện văn hóa được tổ chức theo chu kỳ tại Bydgoszcz. Các nghệ sĩ biểu diễn các tiết mục của mình cho khách du lịch ngay trên quảng trường, phố đi bộ.

## Lịch sử
Lễ hội Busker Bydgoszcz được khởi xướng bởi Trung tâm văn hóa Kujawsko-Pomorskie ở Bydgoszcz và tổ chức đầu tiên vào năm 2008. Ngoài Trung tâm văn hóa Kujawsko-Pomorskie thì lễ hội còn được bảo trợ bởi trường Đại học Kinh tế Bydgoszcz (trước đây là trường Quản lí Du lịch và Khách sạn), trung tâm mua sắm Focus Mall và trung tâm Centrum Finansowe. Trong các lần tổ chức, tất cả các sự kiện của lễ hội đều diễn ra ngoài trời, tại các phố đi bộ, quảng trường, nơi tập trung đông khách du lịch và người dân tham gia. Lễ hội đã quy tụ nhiều nghệ sĩ đường phố trong và ngoài nước đến tham gia biểu diễn.

## Đặc điểm
Lễ hội Busker Bydgoszcz bao gồm các buổi hòa nhạc, các chương trình biểu diễn diễn ra trên đường phố và quảng trường Bydgoszcz. Tham gia vào lễ hội, người tham gia có thể chiêm ngưỡng những màn trình diễn ngoạn mục của các nghệ sĩ xiếc, các chú hề nhào lộn, các nghệ sĩ tung hứng và nhiều hình thức của các nghệ sĩ đường phố khác. Các hoạt động nghệ thuật bao gồm: các buổi hòa nhạc của các nhạc sĩ biểu diễn nhiều phong cách và thể loại âm nhạc khác nhau.

## Thư viện ảnh

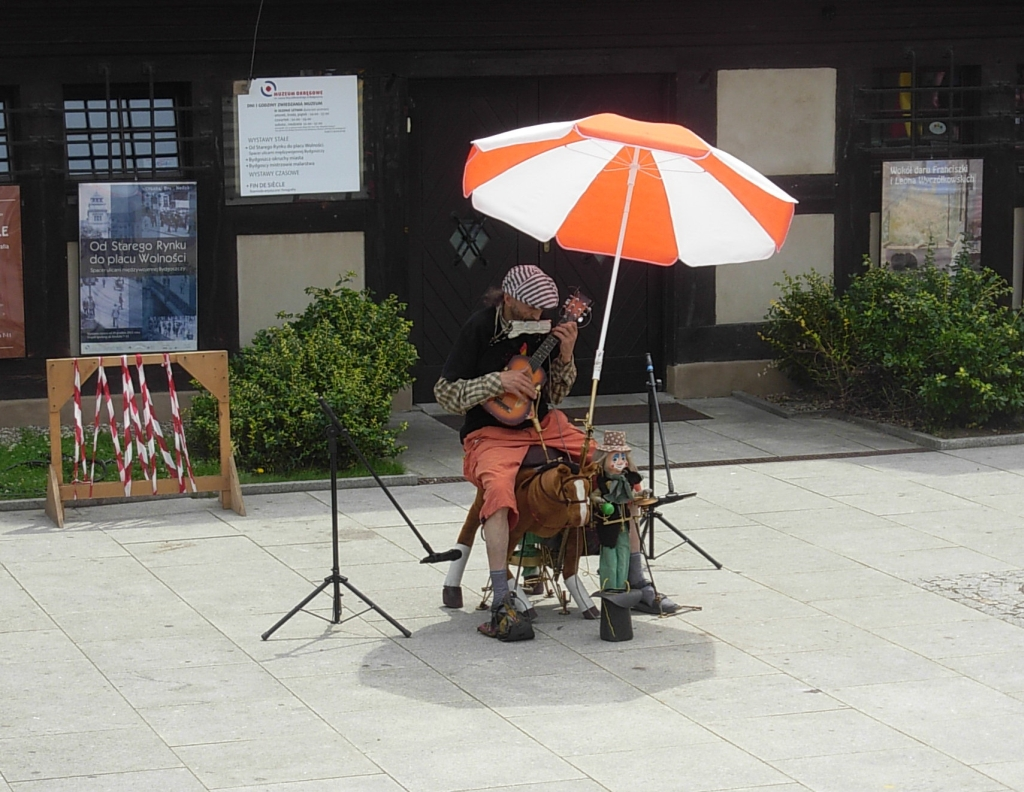
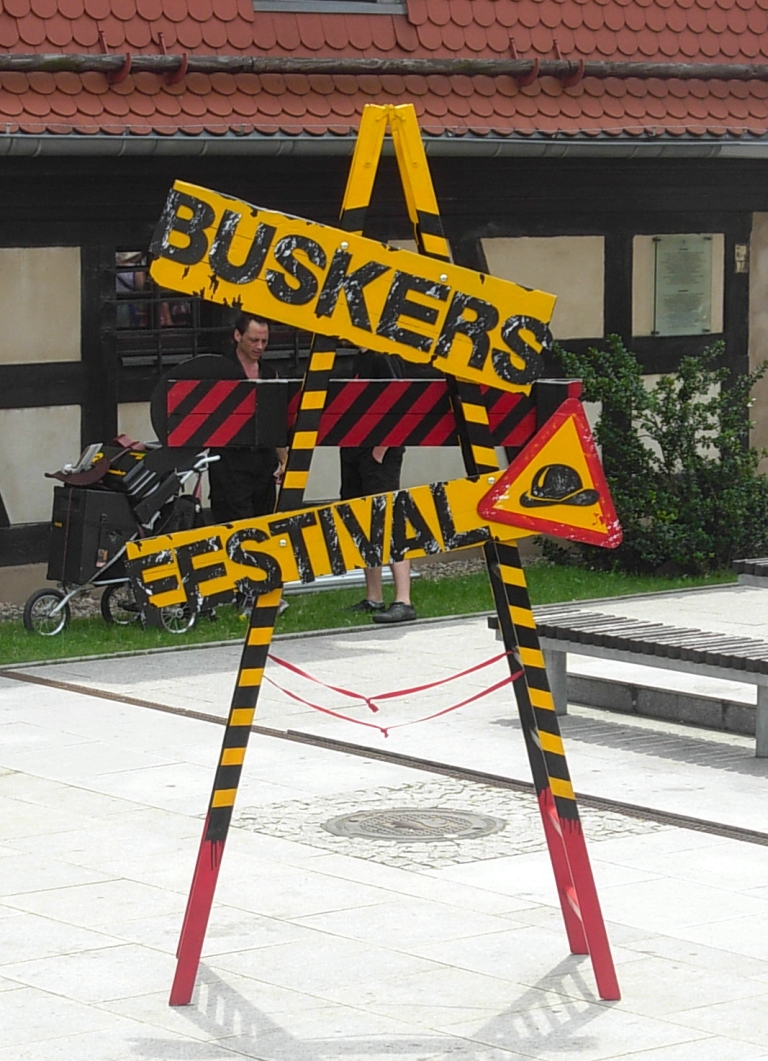
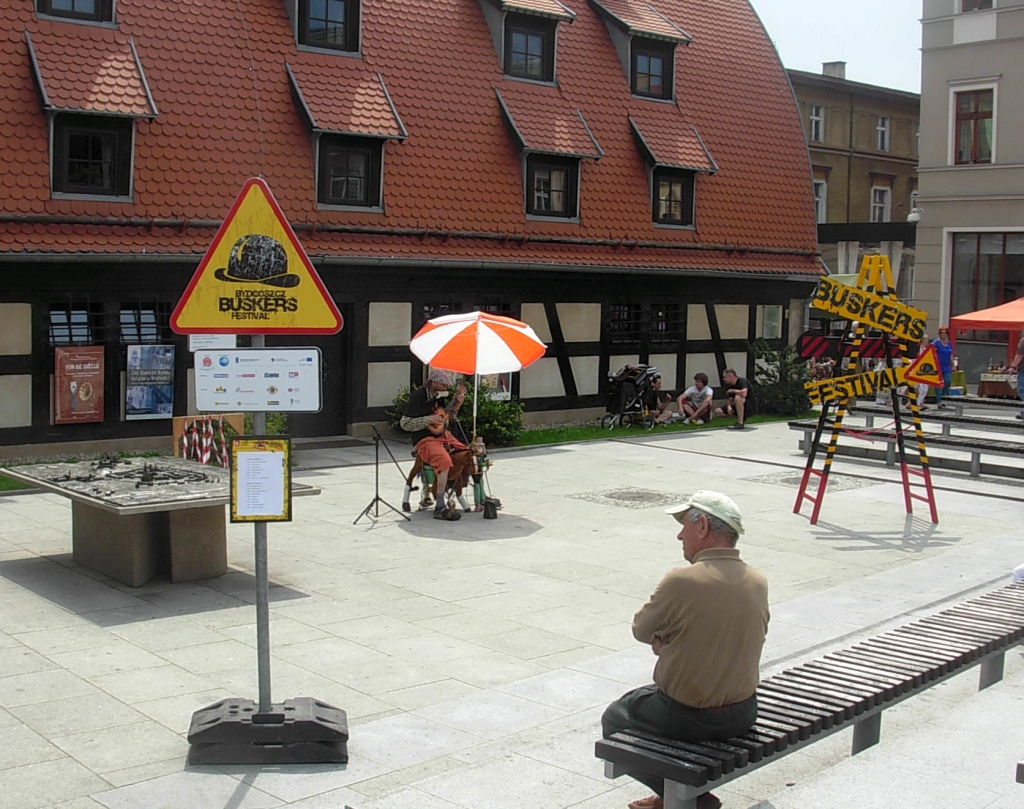
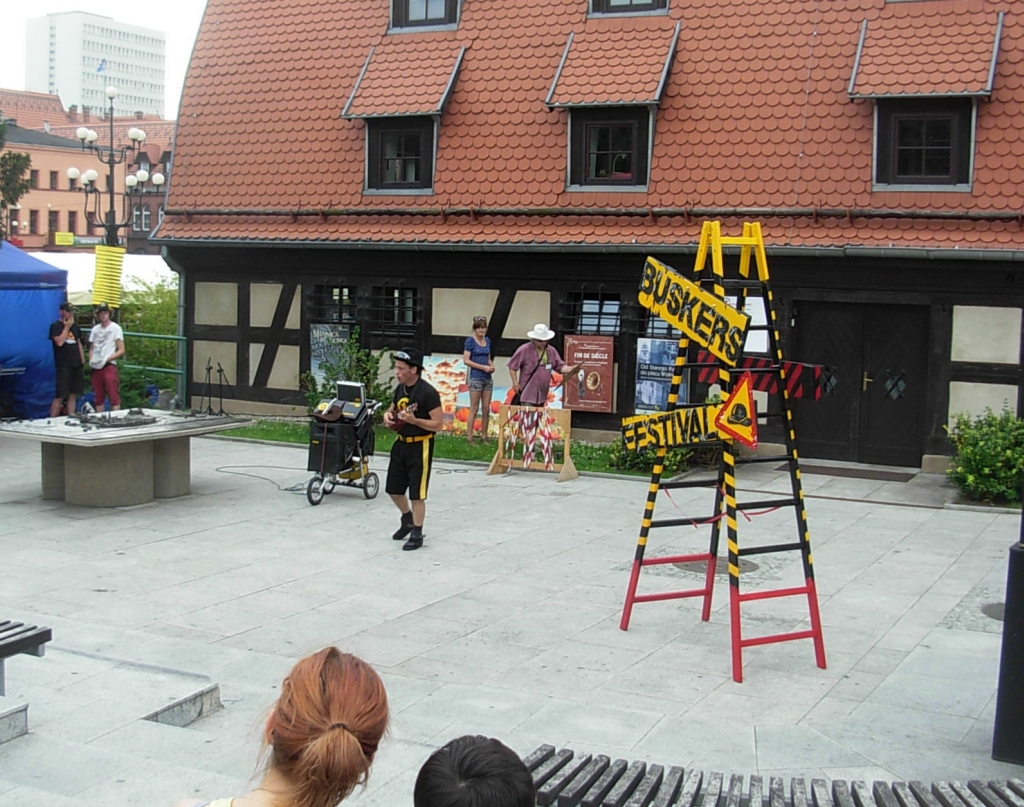